# 라틴 제국
로마니아 제국(라틴어: Imperium Latinum) 또는 콘스탄티노폴리스 라틴 제국(프랑스어: Empire latin de Constantinople)은 제4차 십자군 지도자들이 동로마 제국에서 정복한 영토에 세운 십자군 국가이자 봉건제 국가이다. 라틴 제국은 동방 정교회 로마 황제 대신 로마 가톨릭교회 황제를 옹립하여 동방에서 서방이 인정한 로마 제국의 역할을 대신하기 위해 세워졌다. 라틴 제국 건설의 주된 목표는 몬페라토의 보니파초와 베네치아 공화국과 같은 십자군 지도자들이 제4차 십자군 원정 기간 동안 계획을 추진하면서 이루어졌다.
제4차 십자군은 원래 무슬림이 장악하고 있던 예루살렘을 탈환하기 위해 소집되었지만, 경제적, 정치적 사건들이 연이어 발생하면서 십자군이 동로마 제국의 수도인 콘스탄티노폴리스를 약탈하는 지경에 이르렀다. 원래 계획은 알렉시오스 3세 앙겔로스에 의해 폐위되었던 이사키오스 2세 앙겔로스 동로마 황제를 복위시키는 것이었다. 십자군 원정대는 이사키오스의 아들 알렉시오스 4세로부터 재정적, 군사적 지원을 약속받았고, 이를 바탕으로 예루살렘으로 진격할 계획이었다. 십자군 원정대가 콘스탄티노폴리스에 도착하자 상황은 급변했고, 이사키오스와 알렉시오스가 잠시 통치했지만 십자군 원정대는 기대했던 돈을 받지 못했다. 1204년 4월, 그들은 도시를 점령하고 막대한 부를 약탈했다.
십자군은 그들 자신의 황제로 플랑드르의 보두앵을 선택했고, 동로마 제국의 영토를 여러 새로운 봉신 십자군 국가로 분할했다. 라틴 제국의 권위는 라스카리스 왕조 (1185년~1204년 앙겔로스 왕조와 연결됨)가 이끄는 니카이아의 잔존국과 콤니노스가 (1081년~1185년 동로마 황제로 통치)가 이끄는 트라페준타에 의해 즉시 도전받았다. 1224년부터 1242년까지 콤니노스 두카스 가문 역시 앙겔로스 가문과 연결되어 테살로니카에서 라틴 제국의 권위에 도전했다. 라틴 제국은 제4차 십자군 이후 이전 동로마 영토에 세워진 다른 라틴 세력, 특히 베네치아에 대한 정치적 또는 경제적 지배력을 확보하는 데 실패했고, 짧은 초기 군사적 성공 이후 북쪽의 불가리아와 여러 동로마 계승자들과의 끊임없는 전쟁으로 인해 꾸준히 쇠퇴했다. 결국 니케아 제국은 1261년 콘스탄티노폴리스를 수복하고 미하일 8세 팔레올로고스 휘하에서 동로마 제국을 복원했다. 마지막 라틴 황제 보두앵 2세는 망명했지만, 황제 칭호는 14세기까지 몇몇 자칭 황제들에 의해 살아남았다.

## 어원

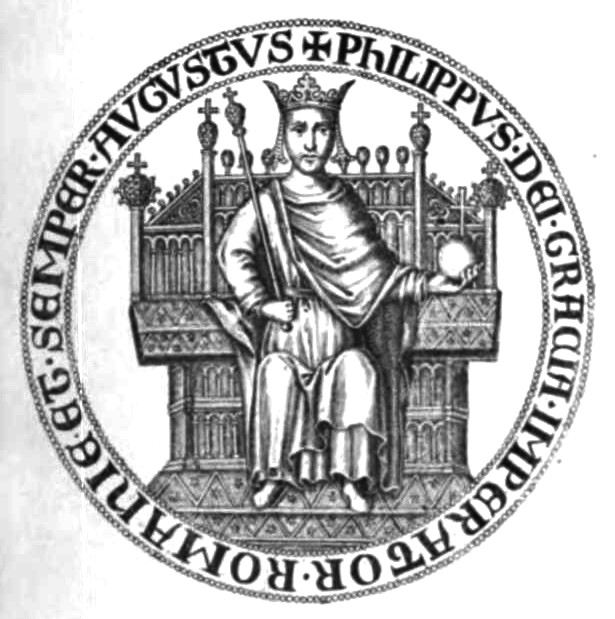
1273년부터 1283년까지 망명 중이던 라틴 황제 필리프 1세 드 쿠르트네의 인장. 그의 인장에는 Dei gratia imperator Romaniae et semper augustus ("하나님의 은총으로 로마니아의 황제, 영원히 존엄한 자")라고 새겨져 있다.

"라틴 제국"이라는 용어는 동시대에 사용되지 않았으며, 16세기에 역사가들이 십자군 국가를 "로마인"이라고 불렀던 고전 로마 제국과 동로마 제국과 구별하기 위해 처음 사용했다. "라틴"이라는 용어는 십자군 원정대(프랑크인, 베네치아인 및 기타 서방인)가 로마 가톨릭교회였고 라틴어를 전례 및 학문 언어로 사용했으며, 동방 정교회 지역 주민들이 전례와 일상 언어 모두에서 그리스어를 사용한 것과 대조되었기 때문에 선택되었다. 동로마인들은 라틴 제국을 '프랑크인의 지배', 또는 '라틴인의 지배'라고 불렀다.
십자군이 발행한 창립 조약에서는 제국을 특별히 imperium Constantinopolitanum ("콘스탄티노폴리스 제국")이라고 언급한다. 이는 제국을 Basileía Rhōmaíōn '로마인의 제국'이라고 지정하는 동로마 표준 명칭 및 이데올로지와는 뚜렷한 차이가 있지만, imperium Constantinopolitanum은 교황 서신과 같은 서방 자료에서 동방 제국에 사용된 표준 명칭이었으며, 라틴 지도자들이 제국을 "대체"하기보다는 "점령"하는 것으로 보았음을 시사한다. 서유럽은 일반적으로 게르만족의 신성 로마 제국이 합법적인 로마 제국을 대표한다고 여겼기 때문에 십자군이 제국을 "로마인"이라고 지칭하는 것을 정당화하기는 어려웠을 것이다. 외부인들에게 이 제국의 로마 정체성이 여전히 논란의 여지가 있었고, 그 정복이 대체가 아닌 점령으로 여겨졌다는 이 두 가지 결론은 독일에서 작성된 동시대 연대기인 할버슈타트 주교들의 행적의 한 항목에서도 뒷받침된다. 초대 라틴 황제 보두앵 1세의 즉위를 언급할 때, 연대기는 그를 이전 페이지에서 알렉시오스 1세에게 사용했던 것과 동일한 칭호인 imperator Grecorum ("그리스인의 황제")이라고 불렀다. 마찬가지로, 황제 이사키오스 앙겔로스는 연대기에 rex Grecorum ("그리스인의 왕")으로 기록되어 있다.

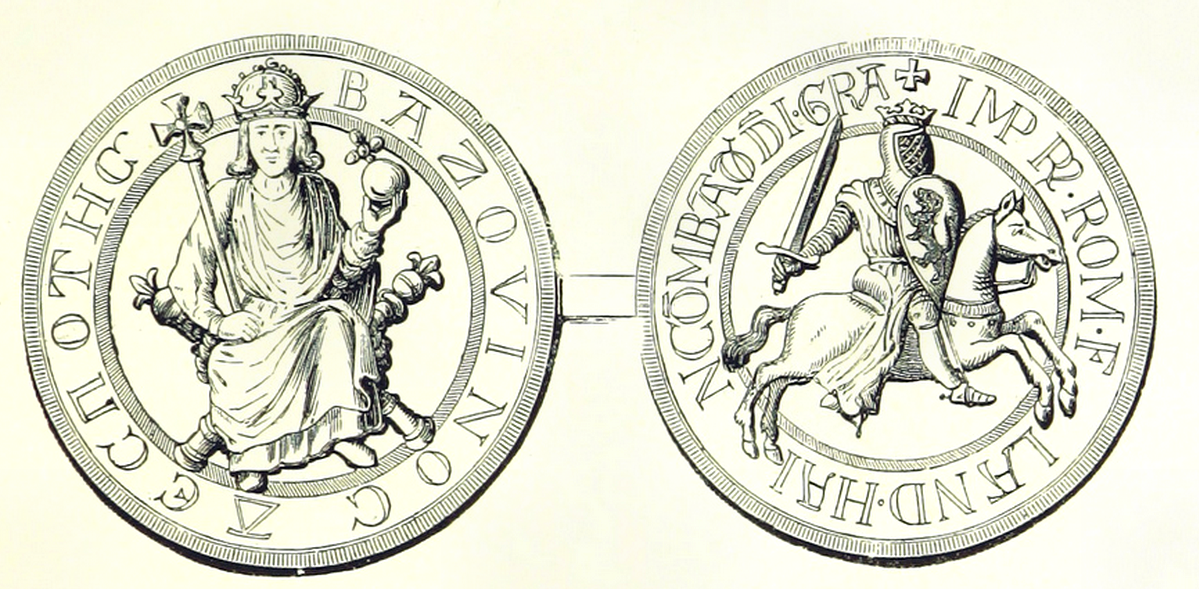
초대 라틴 황제 보두앵 1세의 인장. "Rom."이라는 약어는 그가 Romaniae '로마니아' 또는 Romanorum '로마인'을 지칭하는지 해석의 여지를 남긴다.

보두앵이 실제로 사용한 전체 칭호는 dei gratia fidelissimus in Christo imperator a Deo coronatus Romanorum moderator et semper augustus였는데, 이는 십자군이 이전에 옥좌에 앉혔던 알렉시오스 4세 앙겔로스가 교황 인노첸시오 3세에게 보낸 편지(라틴어 버전으로만 알려져 있음)에서 사용했던 것과 거의 완벽하게 일치한다: fidelis in Christo imperator a Deo coronatus Romanorum moderator et semper augustus. 보두앵이 교황 인노첸시오 3세에게 보낸 편지에서는 그의 칭호를 imperator Constantinopolitanus라고 표기하는데, 이는 교황이 신성 로마 황제를 imperator Romanorum으로 인정했기 때문에 교황 서기관들이 수정한 것일 수 있다. 그의 인장에는 보두앵이 Romanorum을 Rom.으로 축약하여 그가 Romaniae '로마인들의 땅' 또는 Romanorum '로마인들' 중 무엇을 지칭하는지 편리하게 해석의 여지를 남겼다. 그가 Romanorum을 의미했을 가능성이 더 높다. 보두앵의 후계자 플랑드르의 앙리는 적어도 한 편지에서 제국을 imperium Romanum이라고 불렀다. 베네치아의 정치가 마리노 사누토 늙은이는 또 다른 호칭인 Sebastō Latíno Basilía ton Rhōmaíōn (Σεβαστό Λατίνο βασιλιά των Ρωμαίων, 직역: "로마인의 존엄한 라틴 제국")을 사용했다. "로마니아"라는 용어는 수세기 동안 후기 로마 정치 체제의 주민들이 자신들의 나라를 일컫는 속어로 사용되어 왔다.
앙리 치하에서 세 가지 다른 황제 칭호가 확인된다; Henricus Dei Gratia Imperator Romaniae '로마니아의 황제', Henricus Dei Gratia Imperator Romanorum '로마인의 황제', 그리고 Henricus Dei Gratia Imperator Constantinopolitani '콘스탄티노폴리스 황제', 아마도 다른 수신자들을 위한 것이었을 것이다. 콘스탄티노폴리스 황제라는 칭호의 사용은 교황과 서유럽을 달래기 위함뿐만 아니라 그들이 통치하는 동로마인들에 대한 라틴 황제들의 통치를 정당화하기 위해 사용되었을 수도 있다. 도시 자체의 소유는 니카이아, 트라페준타, 테살로니카의 동로마 계승자들과 라틴 황제들을 구별하는 핵심적인 정당화 요소였다.

## 역사

### 기원

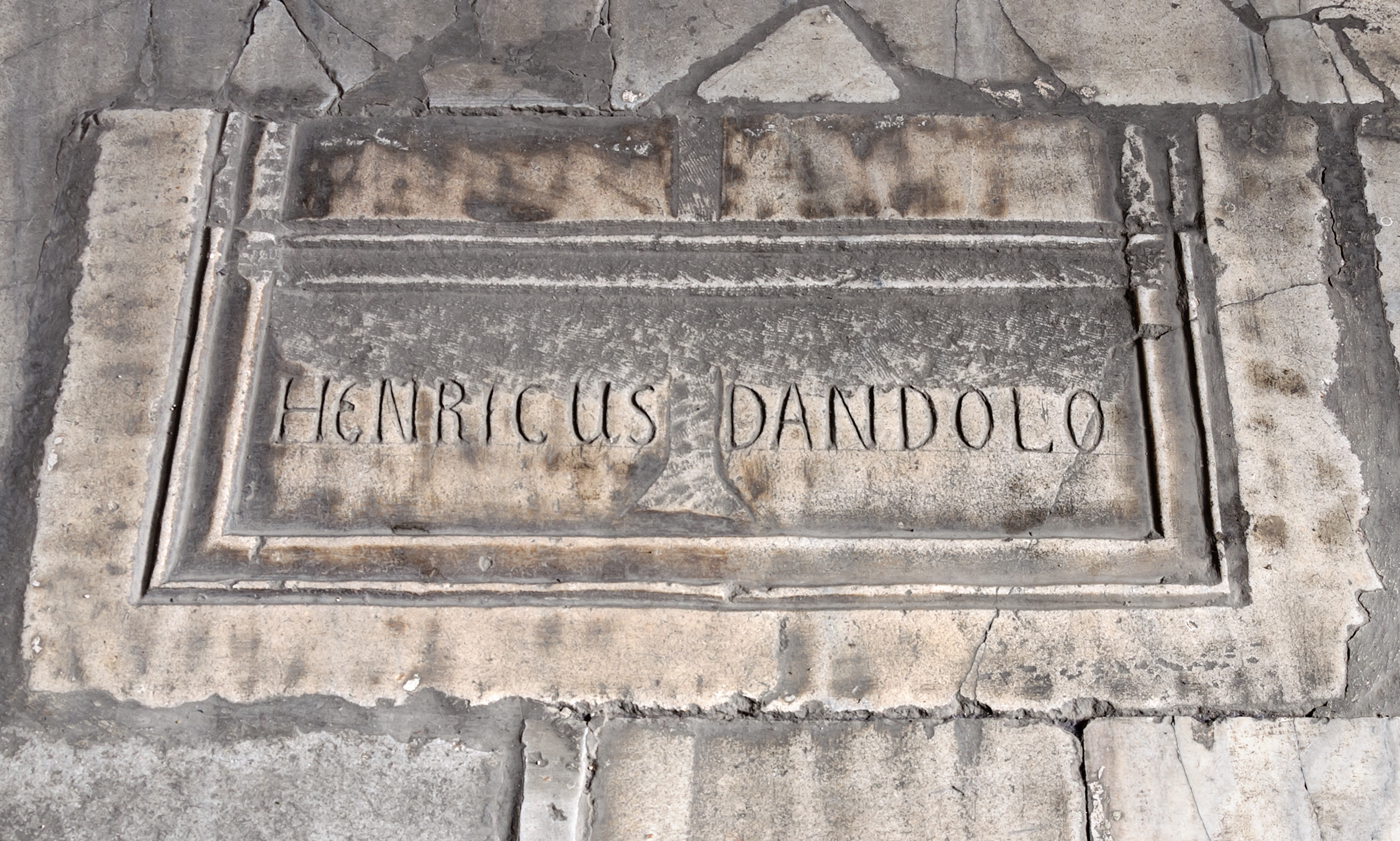
아야 소피아 내부에 있는 제4차 십자군 지도자이자 베네치아 도제인 엔리코 단돌로의 무덤으로 추정되는 곳의 19세기 묘비.

콘스탄티노폴리스 약탈 이후, 십자군들은 동로마 영토를 분할하기로 합의했다. 1204년 10월 1일 서명된 로마니아 제국 분할 조약에 따라, 크레타와 다른 섬들을 포함한 제국의 8분의 3은 베네치아 공화국에게 넘어갔다. 라틴 제국은 나머지를 주장하며 다음 지역들을 통제했다:
- 그리스의 지역들로, 봉신 영지로 나뉘었다:
  - 테살로니카 왕국
  - 아카이아 공국
  - 아테네 공국
  - 군도 공국
- 북트라키아의 단명했던 필리포폴리스 공국

니카이아 (블루아의 루이), 니코메디아 (티에리 드 루스), 필라델피아 (페르슈의 스테판), 그리고 네오카스트라의 소아시아에 추가적인 공국들이 계획되었다. 이러한 공국들은 해당 지역에 니케아 제국이 설립됨에 따라 이론적인 상태로 남아 있었다. 니카이아 자체는 점령되지 않았고 블루아의 루이는 1205년 전사했다. 티에리 드 루스는 1207년 니카이아인들에게 포로로 잡혔고, 풀려났지만 2년 후 라틴 제국을 떠났다. 잠시 니카이아가 재점령한 후 니코메디아는 라틴의 통제하에 돌아왔지만, ducatus Nichomedie는 제국의 영토로 남아 있었다. 필라델피아는 라틴의 실제 통제하에 들어오지 못했지만, 라틴 황제 플랑드르의 앙리는 1205년 현지 강자 테오도로스 망가파스를 물리친 후 이 지역에 대한 영유권을 주장했다. 반면에 네오카스트라 공국(ducatus Novi Castri)은 단일 소유자에게 주어지지 않고 구호기사단 (4분의 1)과 다른 봉신들에게 분할되었다. 이 경우 "공국"이라는 용어는 지방을 지정하기 위해 일반적으로 doux가 통치했던 이전 동로마 용어인 테마를 반영한다.
베네치아 도제는 라틴 제국의 봉신으로 간주되지 않았다. 그럼에도 불구하고, 그 영토의 8분의 3과 콘스탄티노폴리스 자체의 일부를 통제하는 그의 위치는 제국의 문제에 대한 베네치아의 영향력을 보장했다. 그러나 이전 동로마 영토의 상당 부분은 계승 국가들인 이피로스 전제공국, 니케아 제국, 트라페준타 제국과 같은 동로마 그리스 귀족들이 이끄는 경쟁적인 국가들의 손에 남아 있었고, 각 국가들은 라틴 제국으로부터 영토를 재정복하려 했다.
1204년 5월 9일, 보두앵 1세가 베네치아의 지지를 받아 황제로 선출되었고, 5월 16일 아야 소피아에서 동로마 의식을 면밀히 따르는 대관식이 거행되었다. 대관식 직후, 보두앵은 트라키아 시골로 나섰고, 정복자가 아니라 합법적인 통치자로서 자신을 내세우며 주민들로부터 로마인의 황제로 보편적으로 환영받기를 기대했다. 라틴 제국의 설립은 로마 제국을 자처하는 다섯 개의 동시 존재 국가들을 탄생시키는 기묘한 효과를 낳았다: 라틴 제국, 신성 로마 제국, 그리고 동로마 제국의 세 잔존국인 이피로스 전제공국, 니케아 제국, 그리고 트라페준타 제국이 그것이다.

### 소아시아에서

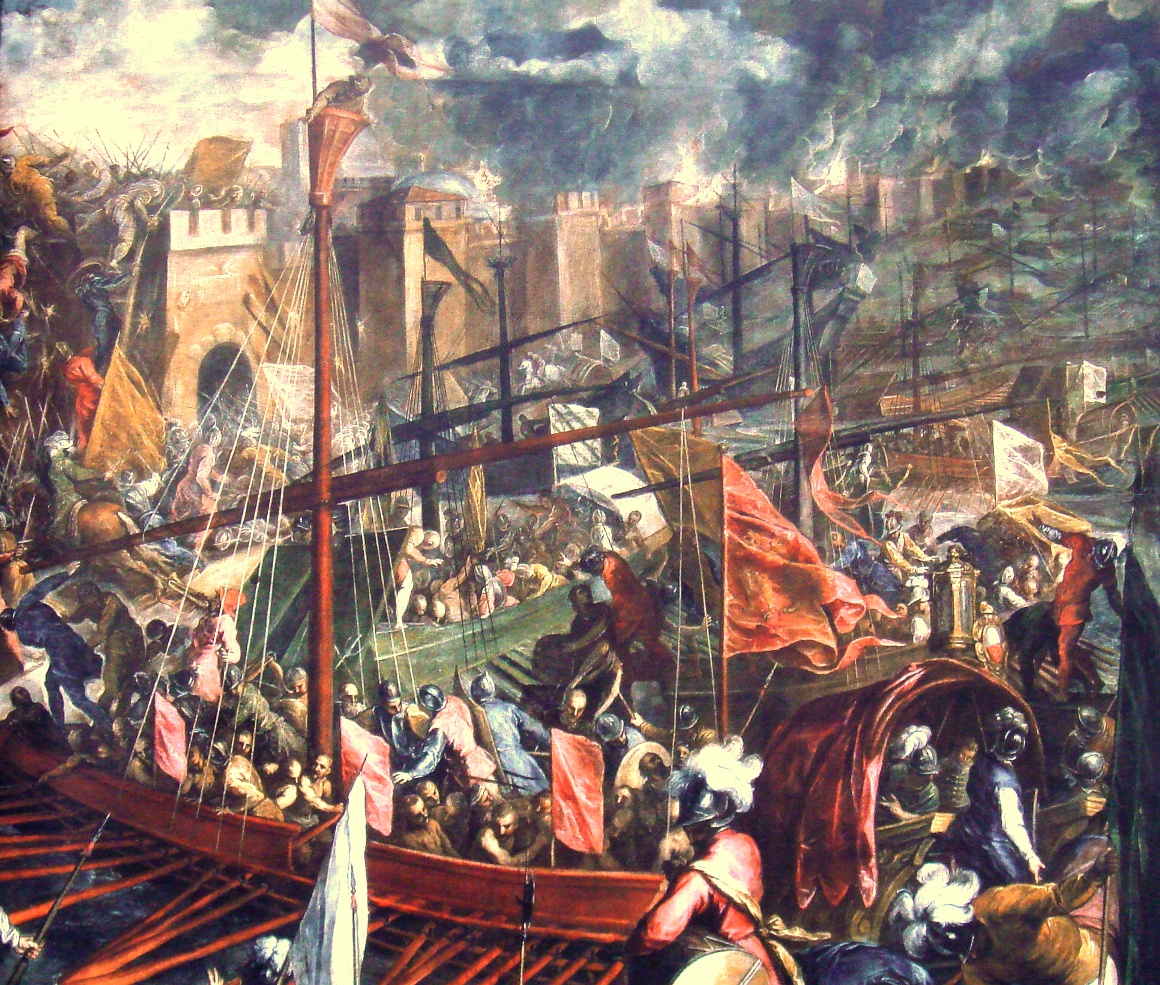
1204년 제4차 십자군 동안 콘스탄티노폴리스가 함락되었다.

소아시아에서 십자군 원정대의 초기 작전은 1205년까지 대부분의 비티니아를 점령하는 결과를 가져왔는데, 이는 포에마네눔과 프루사에서 테오도로스 1세 라스카리스의 군대를 격파함으로써 이루어졌다. 라틴 제국의 성공은 계속되었고, 1207년 새로이 니케아 황제로 선포된 테오도로스와 휴전이 체결되었다. 라틴인들은 1211년 10월 린타쿠스 강에서 니케아 군에게 추가적인 패배를 안겨주었고, 3년 후 님페움 조약 (1214년)은 비티니아와 미시아 대부분에 대한 그들의 통제를 인정했다.
이 평화는 1222년까지 유지되었고, 그때 재건된 니케아의 힘은 라틴 제국에 도전할 만큼 충분히 강해졌으며, 라틴 제국은 그 무렵 유럽 지방에서의 끊임없는 전쟁으로 약화되어 있었다. 1224년 포이마네논 전투에서 라틴군은 패배했고, 다음 해에는 쿠르트네의 로베르 황제가 니코메디아와 콘스탄티노폴리스 바로 건너편 영토를 제외한 모든 아시아 영토를 니케아에 양도해야 했다. 니케아는 또한 에게해로 눈을 돌려 제국에 부여된 섬들을 점령했다. 마침내 1235년, 마지막 라틴 영토는 니케아에 함락되었다.

### 유럽에서
라틴 제국이 처음에는 약했던 니케아만을 상대했던 아시아와는 달리, 유럽에서는 강력한 적수인 불가리아의 차르 칼로얀과 즉시 맞서게 되었다. 보두앵이 트라키아의 동로마 군주들을 상대로 원정을 벌이자, 그들은 칼로얀에게 도움을 요청했다. 1205년 4월 14일 아드리아노폴리스 전투에서 라틴 중기병과 기사들은 칼로얀의 군대와 쿠만 동맹군에게 격파되었고, 보두앵 황제는 포로로 잡혔다. 그는 1205년 후반 사망할 때까지 불가리아 수도 터르노보에 감금되었다. 칼로얀은 몇 년 후(1207년) 테살로니키 공성전 중에 암살당했고, 이듬해 승리로 불가리아의 위협은 결정적으로 패배했으며, 이로 인해 보두앵의 후계자 플랑드르의 앙리는 1210년까지 트라키아에서 잃었던 영토 대부분을 되찾을 수 있었고, 앙리와 칼로얀 차르의 딸 불가리아의 마리아의 결혼으로 평화가 체결되었다.

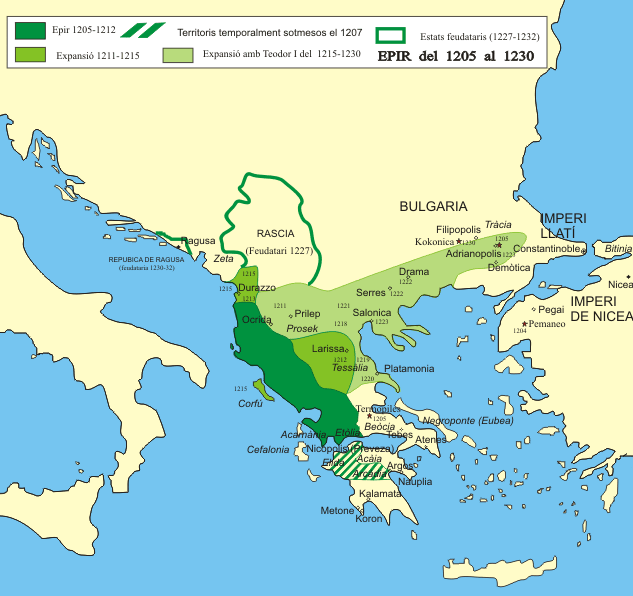
이피로스 전제공국, 동로마 제국의 계승 국가 중 하나

동시에 또 다른 동로마 계승 국가인 이피로스 전제공국은 미하일 1세 콤니노스 두카스 치하에서 테살로니카와 아테네의 제국 봉신들에게 위협을 가했다. 앙리는 그의 복종을 요구했고, 미하일은 1209년 여름에 그의 딸을 앙리의 형제 에우스타키오스에게 주면서 복종했다. 이 동맹으로 앙리는 롬바르디아주의 반란군 테살로니카 영주들을 상대로 마케도니아, 테살리아, 중앙 그리스에서 원정을 시작할 수 있었다. 그러나 1210년 미하일의 테살로니카 왕국 공격은 그가 도시를 구원하고 미하일을 다시 복종시키기 위해 북쪽으로 돌아가도록 강요했다.
그러나 1214년에 미하일이 사망하고 테오도로스 콤니노스 두카스가 그 뒤를 이었는데, 그는 테살로니카를 점령하기로 결심했다. 1216년 6월 11일, 테살로니카 성벽 보수 작업을 감독하던 앙리가 사망하고 쿠르트네의 피에르가 그 뒤를 이었으나, 피에르 자신도 이듬해 테오도로스에게 포로로 잡혀 처형되었다. 피에르의 미망인 플랑드르의 욜랑드는 1219년 사망할 때까지 콘스탄티노폴리스에서 단독으로 통치했다. 그녀의 아들 쿠르트네의 로베르가 프랑스에 없었기 때문에 섭정권은 처음에는 코농 드 베튄에게, 그리고 그가 곧 사망한 후에는 1221년 쿠르트네의 로베르가 콘스탄티노폴리스에 도착할 때까지 조반니 콜론나 추기경에게 넘어갔다. 니케아와의 전쟁이 재개되고 교황 호노리오 3세와 프랑스 국왕 필리프 2세의 지원을 헛되이 기다리면서, 라틴 제국은 1224년 테살로니카가 이피로스에게 최종적으로 함락되는 것을 막을 수 없었다. 이후 이피로스군은 1225년~26년에 트라키아를 정복하고 콘스탄티노폴리스 자체 앞에 나타났다. 라틴 제국은 이반 아센 2세 불가리아 차르가 테오도로스에게 가한 위협 덕분에 잠시 구원되었고, 1228년 휴전이 체결되었다.

### 쇠퇴와 멸망
1228년 로베르 드 쿠르트네가 사망한 후, 장 드 브리엔 휘하의 새로운 섭정 통치가 수립되었다. 클로코트니차 전투에서 이피로스군이 불가리아군에게 재앙적인 패배를 당한 후, 라틴 제국에 대한 이피로스의 위협은 사라졌지만, 그 자리를 니카이아가 차지하며 그리스에서 영토를 획득하기 시작했다. 니카이아의 황제 요안니스 3세 두카스 바타치스는 불가리아와 동맹을 맺었고, 이는 1235년 라틴 제국에 대한 공동 작전과 같은 해 콘스탄티노폴리스 공성전의 실패로 이어졌다. 1237년, 보두앵 2세는 성년이 되어 크게 축소된 국가의 통치권을 인수했다. 제국의 불안정한 상황으로 인해 그는 서유럽으로 자주 원조를 구하러 가야 했지만, 대체로 성공하지 못했다. 자금을 모으기 위해 그는 대궁전의 납 지붕을 떼어 팔고, 심지어 그의 외아들 필리프를 베네치아 상인들에게 대출 보증으로 넘기는 등 절박한 수단에 의존할 수밖에 없었다.
1247년까지 니케아군은 새로운 유럽 영토 체계에서 황제의 주요 영지를 효과적으로 포위했다. 1259년 펠라고니아 전투에서의 승리 이후 니케아 제국의 미하일 8세 팔레올로고스는 단 하나의 장애물만 남았다. 테오도시우스 성벽과 라틴군이었다. 그는 이미 그리스의 라틴 영지나 니케아 경쟁자들, 그리고 동로마의 계승국인 이피로스 전제공국으로부터 라틴인들의 지원을 차단했다.
콘스탄티노폴리스를 점령하려는 첫 시도는 1260년에 일어났는데, 펠라고니아에서 포로로 잡힌 라틴 기사가 성벽 안에 있는 자신의 집을 통해 황제 군대를 위한 문을 열어주겠다고 약속했다. 그는 실패했고, 팔레올로고스는 대신 갈라타에 대한 공격을 시도했지만 실패했다. 또 다른 시도를 준비하면서 1261년 3월 제노바와 동맹을 체결했고, 1261년 7월
실패한 니케아 공격 이후 체결된 1년 휴전이 끝나갈 무렵, 장군 알렉시오스 스트레이트고폴로스는 800명의 소규모 선발대(대부분 쿠만인)를 이끌고 불가리아인을 감시하고 라틴 제국의 방어를 정찰하기 위해 파견되었다.
니케아군이 콘스탄티노폴리스 서쪽으로 약 30마일 (48km) 떨어진 셀림브리아 마을에 도착했을 때, 그들은 일부 독립적인 현지 농민(thelematarioi)들로부터 전체 라틴 수비대와 베네치아 함대가 다프노시아섬에 대한 공격을 감행하기 위해 자리를 비웠다는 것을 알게 되었다. 스트레이트고폴로스는 처음에는 상황을 이용하는 것을 망설였다. 그의 소규모 병력이 라틴군이 너무 일찍 돌아오면 전멸할 수 있었고, 황제의 명령을 어기게 될 것이기 때문이었다. 그러나 결국 그는 도시를 재탈환할 수 있는 황금 같은 기회를 놓칠 수 없다고 결정했다.
1261년 7월 24일/25일 밤, 스트레이트고폴로스와 그의 병사들은 도시 성벽에 접근하여 성녀 마리아의 샘 수도원 근처에 숨었다. 스트레이트고폴로스는 그의 병사들 중 일부를 thelematarioi의 지휘 아래 비밀 통로를 통해 도시로 침투하도록 보냈다. 그들은 내부에서 성벽을 공격하여 경비병들을 기습하고 문을 열어 니케아군이 도시로 진입할 수 있게 했다. 라틴인들은 완전히 불시에 당했고, 짧은 싸움 끝에 니케아군이 육지 성벽을 장악했다. 이 소식이 도시 전체에 퍼지자, 황제 보두앵 2세를 비롯한 라틴 주민들은 서둘러 금각만의 항구로 달려가 배를 타고 탈출하기를 희망했다. 동시에, 스트레이트고폴로스의 병사들은 해안을 따라 있는 베네치아 건물과 창고에 불을 질러 그들이 그곳에 상륙하는 것을 막았다. 때마침 귀환하는 베네치아 함대 덕분에 많은 라틴인들이 여전히 라틴인들이 점령하고 있는 그리스 지역으로 대피할 수 있었지만, 도시는 함락되었다.
니케아 장군 알렉시오스 스트레이트고폴로스는 도시로 들어가는 무방비 입구를 발견하고 800명의 병력만으로 진입하여 그의 주인 미하일 8세 팔레올로고스를 위해 동로마 제국을 복원했다.
나머지 라틴 국가들은 오늘날 그리스의 영토를 통치했으며, 일부는 18세기까지 존속했고 프랑크인의 지배로 알려져 있다.

### 명목상 계승자
그 후 약 한 세기 동안 보두앵 2세의 후계자들은 콘스탄티노폴리스 황제 칭호를 계속 사용했고, 에게해에 남아 있는 다양한 라틴 국가들의 지배자로 여겨졌다. 그들은 1333년부터 1383년까지 아카이아 공작으로 실제 통치를 할 때만 그리스에서 효과적인 권위를 행사했다.
바우의 제임스는 아카이아를 통해 제국 영토를 통치한 마지막 라틴 황제였다. 그의 통치는 1374년부터 1383년 7월 7일 사망할 때까지 지속되었다.

## 조직과 사회

### 행정
제국은 서유럽의 봉건적 원칙에 따라 형성되고 통치되었으며, 동로마 관료제의 일부 요소를 통합했다. 황제는 다양한 남작, 콘스탄티노폴리스의 베네치아 콘스탄티노폴리스의 포데스타와 그의 6명으로 구성된 평의회로 구성된 평의회의 도움을 받았다. 이 평의회는 왕국의 통치에, 특히 섭정 기간 동안 중요한 목소리를 냈는데, 이때 섭정(moderator imperii)은 통치를 위해 그들의 동의에 의존했다. 마찬가지로 포데스타는 황제로부터 사실상 독립되어 매우 영향력 있는 구성원이었다. 그는 콘스탄티노폴리스와 페라의 베네치아 구역과 제국 내 베네치아 영토에 대한 권한을 행사했으며, 별도의 관리들의 도움을 받았다. 그의 역할은 제국의 봉신이라기보다는 베네치아의 대사이자 대리인에 가까웠다. 포데스타는 로마니아 제국의 4분의 1 및 2분의 1 총독이라는 칭호를 받았으며, 황제처럼 제국 진홍색 부츠를 신을 자격이 있었다.

### 경제
라틴인들은 전문적인 그리스 관료제를 신뢰하지 않았고, 정복 직후 그들이 통제하던 지역의 그리스 경제 행정을 완전히 해체했다. 그 결과는 재앙적이었으며, 모든 형태의 생산과 무역을 방해했다. 거의 처음부터 라틴 제국은 교황청에 도움을 요청하고 있었다. 몇 년 동안, 주변 트라키아 지역에서 수출하는 주요 상품은 밀과 모피였다. 또한 콘스탄티노폴리스가 주요 무역로에 위치한 전략적 이점으로부터 이익을 얻었다. 플랑드르의 앙리가 살아있는 동안 제국은 어느 정도 활력을 보였지만, 1216년 그의 사망 이후 리더십에 큰 결함이 있었다. 1230년대까지 콘스탄티노폴리스는 drastically 줄어든 인구에도 불구하고 기본적인 식량 부족에 직면했다. 여러 면에서, 라틴 제국 경제의 유일한 중요한 수출 기반은 그리스 교회에서 약탈한 성유물을 서유럽으로 판매하는 것이었다. 예를 들어, 보두앵 2세 황제는 프랑스에서 새로운 자금을 모으려 노력하면서 가시 면류관의 성유물을 팔았다.

### 사회
제국의 엘리트는 황제, 남작, 그리고 많은 전 동로마 귀족들을 포함한 하위 봉신 및 영주들이 이끄는 프랑크족과 베네치아 영주들이었다. 대다수의 주민은 정교회 그리스인으로, 여전히 토지 소유에 기반한 동로마 체계에 따라 소득 계층으로 나뉘었다.

### 교회
다른 라틴 국가들과 마찬가지로, 정교회 성직자 계층은 로마 가톨릭교회 성직자로 대체되었지만 억압되지는 않았다. 콘스탄티노폴리스의 라틴 대주교와 교황 특사의 이중 감독 아래 광범위한 가톨릭 성직자 계층이 설립되었으며, 이 두 직책은 1231년에 통합되었다. 시토회, 도미니코회, 프란치스코회와 같은 서방 가톨릭 수도회들이 제국 내에 설립되었다. 정교회 성직자들은 결혼할 권리를 포함하여 자신들의 전례와 관습을 유지했지만, 현지 라틴 주교들에게 종속적인 위치로 격하되었다.

## 같이 보기
- 라틴 황제